# Martin Campbell
Martin Campbell (n. 24 octombrie 1943, Hastings⁠(d), Hawke's Bay⁠(d), Noua Zeelandă) este un regizor de film din Noua Zeelandă.
A regizat două filme din seria James Bond, și anume Golden Eye (1995) și Casino Royale (2006). A mai regizat și The mask of Zorro (1998) și The Legend of Zorro (2005), ambele cu Antonio Banderas și Catherine Zeta-Jones. Edge of Darkness (2010, cu Mel Gibson) este de asemenea un film de al său.

## Filmografie

### Filme
- The Sex Thief (1973)
- Three for All (1975)
- Eskimo Nell (1975)
- Intimate Games (1976, necreditat)
- Criminal Law (1988)
- Defenseless (1991)
- Evadare din Absolom (No Escape) (1994)
- GoldenEye (1995)
- The Mask of Zorro (1998)
- Vertical Limit (2000)
- Beyond Borders (2003)
- The Legend of Zorro (2005)
- Casino Royale (2006)
- Edge of Darkness (2010)
- Green Lantern (2011)

### Televiziune
- The Professionals (1978–1980; 5 episoade)
- Minder (1980; 2 episoade)
- Shoestring (1980; 1 episod)
- Reilly: The Ace of Spies (1983; 5 episoade)
- Charlie (1984 4 părți)
- Edge of Darkness (1985; 6 părți)
- Screen Two (1986; 1 episod: Frankie and Johnnie")
- Cast a Deadly Spell (1991)
- 10-8: Officers on Duty (2003; 1 episod)